# Celama henrioti
Celama henrioti är en fjärilsart som beskrevs av Warnecke 1957. Celama henrioti ingår i släktet Celama och familjen trågspinnare. Inga underarter finns listade i Catalogue of Life.